# Бардовский, Григорий Васильевич
Григорий Васильевич Бардовский (1848—1907) — присяжный поверенный округа Санкт-Петербургской судебной палаты, участник российского революционного движения.
Брат революционера Петра Васильевича Бардовского.

## Биография
Родился в 1848 году в Санкт-Петербурге в русской дворянской семье директора гимназии и автора учебников Василия Степановича Бардовского.
В 1864 году закончил 1-ю Петербургскую гимназию, затем — юридический факультет Петербургского университета.
В 1871 году женился на дочери действительного статского советника, юриста, предводитель дворянства Лужского уезда (в 1843-1845) Арсения Дмитриевича Карамышева (08.08.1804—24.07.1867), Анны Арсеньевны. У них 30 сентября 1871 года родилась дочь Анна.
В июле 1874 года был принят в число присяжных поверенных Петербургского судебного округа, первое своё выступление начал с политического процесса по делу В. М. Дьякова.
Недоверие власти к Бардовскому после ряда выступлений на политических процессах привело к слежке за ним со стороны властей; 25 июля 1879 года после обыска он был арестован за «пособничество» революционной партии и хранение пачки номеров журнала «Земля и воля» и препровождён в Дом предварительного заключения. В тюрьме психически заболел. После медицинского освидетельствования и установления невменяемости в 1880 году освобождён и подчинён строгому надзору. Последние 27 лет жизни был душевнобольным.
Умер в Петербурге 8 (21) сентября 1907 года. Похоронен на Смоленском православном кладбище.

## Адвокатская деятельность
Стал известным адвокатом благодаря своему участию в политических процессах: В. М. Дьякова, по делу о Казанской демонстрации, на процессе 50-ти, на процессе 193-х, по делу И. М. Ковальского.
Следуя точной логике и принципиальности, все доводы обвинения на самых различных процессах адвокат Бардовский просто отметал. Именно поэтому, именно его брали в защиту многие подсудимые. На одном из процессов Бардовский защищал сразу 18 человек, избравших именно его в качестве адвоката.